# Eric Pang
Eric Pang (* 30. Januar 1982 in Groningen) ist ein niederländischer Badmintonspieler.

## Karriere
Eric Pang wurde 2001 Junioren-Europameister im Herreneinzel, nachdem er zwei Jahre zuvor bereits die Silbermedaille geholt hatte. 2003 belegte er Platz zwei bei den Dutch International ebenso wie 2009. 2010 siegte er bei den Spanish International. Mit der Mannschaft des 1. BC Bischmisheim wurde er als Legionär 2006 deutscher Meister. Mit dem BC Amersfoort wurde er ein Jahr später Zweiter im Europacup.
Am 29. Januar 2009 heiratete Pang die chinesisch-niederländische Badmintonspielerin Yao Jie.

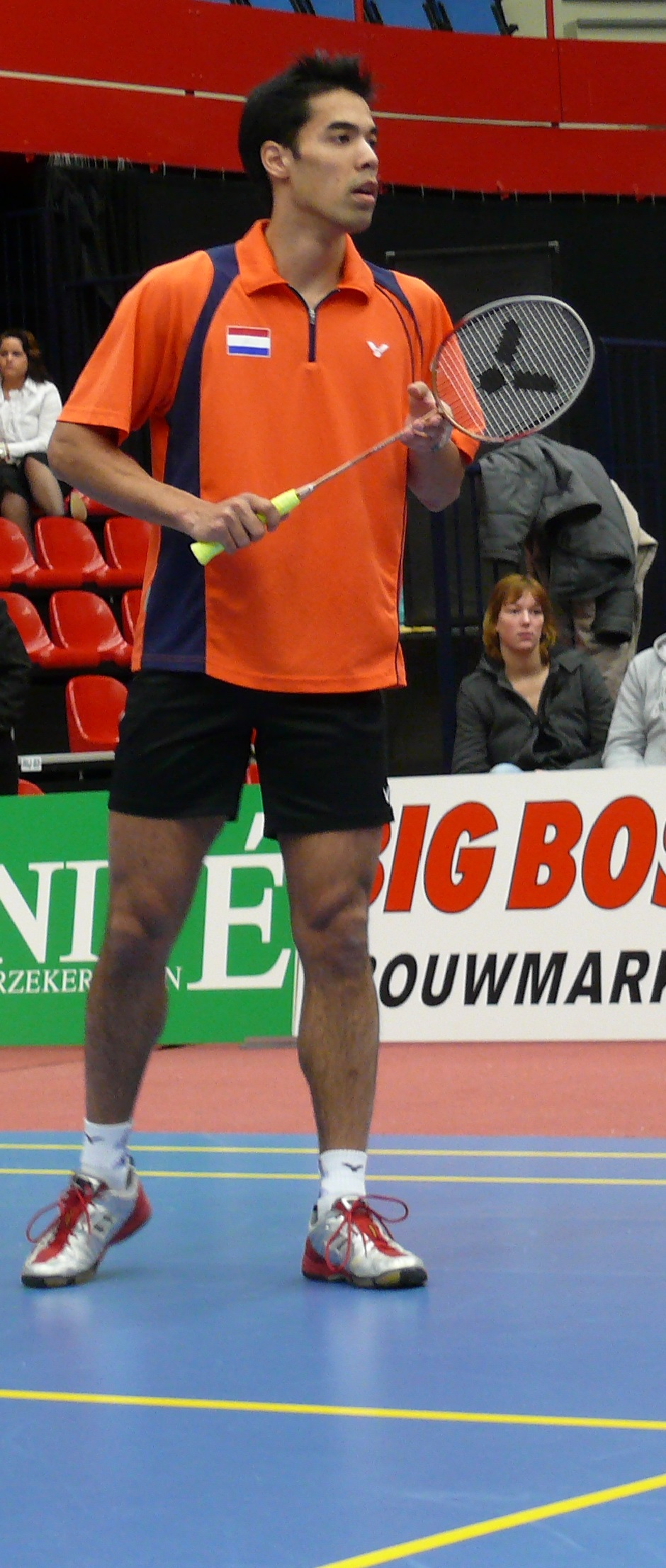
Eric Pang

## Sportliche Erfolge
| Saison    | Veranstaltung                      | Disziplin    | Platz | Name |
| --------- | ---------------------------------- | ------------ | ----- | --- |
| 1999      | Junioren-Europameisterschaft       | Herreneinzel | 2     | Eric Pang |
| 2001      | Junioren-Europameisterschaft       | Herreneinzel | 1     | Eric Pang |
| 2003      | Dutch International                | Herreneinzel | 2     | Eric Pang |
| 2004/2005 | Deutsche Mannschaftsmeisterschaft  | Mannschaft   | 3     | 1. BC Bischmisheim (Kristof Hopp, Michael Fuchs, Eric Pang, Michael Keck, Thomas Tesche, Joachim Tesche, Nikhil Kanetkar, Xu Huaiwen, Carina Mette)   |
| 2005      | Norwegian International            | Herreneinzel | 1     | Eric Pang |
| 2005/2006 | Deutsche Mannschaftsmeisterschaft  | Mannschaft   | 1     | 1. BC Bischmisheim (Eric Pang, Holvy de Pauv, Kristof Hopp, Michael Fuchs, Ville Lång, Thomas Tesche, Joachim Tesche, Kathrin Piotrowski, Xu Huaiwen) |
| 2006/2007 | Europacup                          | Mannschaft   | 2     | BC Amersfoort |
| 2009      | Dutch International                | Herreneinzel | 2     | Eric Pang |
| 2010      | Spanish International              | Herreneinzel | 1     | Eric Pang |
| 2012      | Niederlande: Einzelmeisterschaften | Herreneinzel | 1     | Eric Pang |
| 2012      | Dutch Open                         | Herreneinzel | 1     | Eric Pang |
| 2013      | Niederlande: Einzelmeisterschaften | Herreneinzel | 1     | Eric Pang |